# هارلي غرانفيل باركر
هارلي غرانفيل باركر (بالإنجليزية: Harley Granville-Barker) (1877 - 1946 م) هو كاتب وباحث مسرحي إنكليزي.
وُلِدَ في لندن وتوفي في باريس. من آثاره: The Voysey Inheritance «ميراث فويسي».

## روابط خارجية
- هارلي غرانفيل باركر على موقع IMDb (الإنجليزية)
- هارلي غرانفيل باركر على موقع الموسوعة البريطانية (الإنجليزية)
- هارلي غرانفيل باركر على موقع قاعدة بيانات برودواي على الإنترنت (الإنجليزية)